# Ewelina Marcisz
Ewelina Marcisz (* 2. Februar 1991) ist eine ehemalige polnische Skilangläuferin.

## Werdegang
Marcisz, die für den MKS Halicz Ustrzyki Dolne startete, nahm von 2007 bis 2019 an Wettbewerben der Fédération Internationale de Ski teil. Bis zur Saison 2013/14 trat sie vorwiegend beim Slavic-Cup an. Dabei holte sie vier Siege und errang in der Saison 2010/11 den zweiten Platz in der Gesamtwertung. Ihr erstes Weltcuprennen lief sie im November 2010 in Gällivare, welches sie auf dem 79. Platz über 10 km Freistil beendete. Bei den nordischen Skiweltmeisterschaften 2011 in Oslo belegte sie den 54. Platz über 10 km klassisch, den 47. Rang im Sprint und den achten Platz mit der Staffel. Im selben Jahr gewann sie im Sprint in Szklarska Poręba ihren einzigen polnischen Meistertitel. Ihren ersten Weltcuppunkt holte sie im Januar 2014 in Szklarska Poręba mit dem 30. Platz im 10-km-Massenstartrennen. In der Saison 2014/15 erreichte sie mit dem 26. Platz in Lillehammer über 5 km Freistil und in Lahti über 10 km klassisch ihre beste Platzierung im Weltcupeinzel. Zudem gewann sie bei der Winter-Universiade 2015 in Štrbské Pleso Bronze im 15-km-Massenstartrennen und Silber im Sprint. Ihre besten Platzierungen bei den nachfolgenden nordischen Skiweltmeisterschaften 2015 in Falun waren der 25. Platz im Sprint und der fünfte Rang mit der Staffel. Bei der Winter-Universiade 2017 in Almaty wurde sie über 5 km klassisch und bei der anschließenden Verfolgung jeweils Vierte. Ihre besten Resultate bei den nordischen Skiweltmeisterschaften 2017 in Lahti waren der 42. Platz über 10 km klassisch, der neunte Platz zusammen mit Justyna Kowalczyk im Teamsprint und der achte Platz mit der Staffel. Ihre besten Platzierungen bei den Olympischen Winterspielen 2018 in Pyeongchang waren der 31. Platz im Skiathlon und der zehnte Rang mit der Staffel.

## Erfolge

### Weltcup-Statistik
Die Tabelle zeigt die erreichten Platzierungen im Einzelnen.
- 1.–3. Platz: Anzahl der Podiumsplatzierungen
- Top 10: Anzahl der Platzierungen unter den ersten zehn
- Punkteränge: Anzahl der Platzierungen innerhalb der Punkteränge
- Starts: Anzahl gelaufener Rennen in der jeweiligen Disziplin
- Hinweis: Bei den Distanzrennen erfolgt die Einordnung gemäß FIS.

| Platzierung         | Distanzrennen a | Distanzrennen a | Distanzrennen a | Distanzrennen a | Distanzrennen a | Skiathlon Verfolgung | Sprint | Etappen- rennen b | Gesamt | Team c | Team c  |
| Platzierung         | ≤ 5 km          | ≤ 10 km         | ≤ 15 km         | ≤ 30 km         | > 30 km         | Skiathlon Verfolgung | Sprint | Etappen- rennen b | Gesamt | Sprint | Staffel |
| ------------------- | --------------- | --------------- | --------------- | --------------- | --------------- | -------------------- | ------ | ----------------- | ------ | ------ | ------- |
| 1. Platz            |                 |                 |                 |                 |                 |                      |        |                   |        |        |         |
| 2. Platz            |                 |                 |                 |                 |                 |                      |        |                   |        |        |         |
| 3. Platz            |                 |                 |                 |                 |                 |                      |        |                   |        |        |         |
| Top 10              |                 |                 |                 |                 |                 |                      |        |                   |        |        | 1       |
| Punkteränge         | 1               | 2               |                 |                 |                 |                      | 1      |                   | 4      | 2      | 3       |
| Starts              | 4               | 13              | 1               |                 |                 | 7                    | 21     | 4                 | 50     | 2      | 3       |
| Stand: Karriereende |                 |                 |                 |                 |                 |                      |        |                   |        |        |         |

### Siege bei Continental-Cup-Rennen
| Nr. | Datum            | Ort       | Disziplin            | Serie      |
| --- | ---------------- | --------- | -------------------- | ---------- |
| 1.  | 8. Januar 2011   | Wisla     | Sprint klassisch     | Slavic Cup |
| 2.  | 9. Januar 2011   | Wisla     | 7,5 km Freistil Mst. | Slavic Cup |
| 3.  | 11. Januar 2011  | Zakopane  | Sprint klassisch     | Slavic Cup |
| 4.  | 13. Februar 2011 | Gerlachov | 10 km klassisch      | Slavic Cup |